# Damià Abella i Pérez
Damià Abella Pérez (Olot, 15 d'abril de 1982) és un futbolista català retirat que jugava com a defensa. Després del seu pas pel Futbol Club Barcelona, va disputar 198 partits a La Lliga durant nou temporades, jugant també pel Racing de Santander, el Reial Betis i l'CA Osasuna. Va jugar dos anys a Anglaterra amb el Middlesbrough FC, on va acabar la seva carrera a causa de les lesions de genoll que patia.

## Carrera

### Barcelona
Nascut a Olot, el primer equip professional de Damià fou la Unió Esportiva Figueres, amb qui va jugar la temporada 2003-04 a Segona Divisió B. Posteriorment fitxà pel Futbol Club Barcelona i s'incorporà a les files del Barça B.
A causa de diverses lesions al primer equip, Damià Abella va debutar a La Lliga contra l'Athletic Club el 30 d'octubre de 2004 a l'antic San Mamés, en un empat 1-1 on va sortir com a titular ocupant la posició de lateral dret. La temporada 2004-05 alterna convocatòries entre el filial i el primer equip, amb 9 aparicions a primera divisió.
El gener de 2006, Damià firma una cessió per un any i mig amb el Racing de Santander. Va marcar el seu primer gol a primera divisió el 12 de febrer en un partit contra el RCD Espanyol. L'equip va acabar evitant el descens per un punt.

### Betis
Durant l'estiu de 2006, el Reial Betis va fitxar Damià per 1 milió d'euros en un contracte per cinc anys. Malgrat que el Racing havia acordat amb el Barcelona que el jugador romandria amb ells durant tota la cessió, van decidir no blocar el traspàs. Tanmateix, a causa d'una lesió al maluc mentre jugava amb l'equip càntabre, no va disputar cap partit durant la temporada 2006-07. Va acabar debutant amb el Betis el 30 de setembre de 2007, en una victòria per 3-0 contra el RCD Mallorca, després d'haver-se operat als Estats Units.
Damià va marcar els seus primers gols pel Betis a la temporada 2008-09 en dos partits consecutius al principi de la temporada (en una derrota per 1-2 contra el Vila-real CF, i en una victòria a casa per 3–0 contra el Mallorca), però l'equip va baixar després de nou anys a la màxima categoria.

### Osasuna
A finals del juliol de 2010, després que el Betis no aconseguís ascendir a primera divisió, Damià va fitxar pel CA Osasuna. Va disputar diverses temporades en aquesta categoria, jugant exclusivament com a defensa.

### Middlesbrough
El 16 d'agost de 2014, Damià es va unir al Middlesbrough FC de la Football League Championship, entrenat per Aitor Karanka, com a agent lliure. Com a internacional, va rebre permís per jugar hores abans del seu debut contra el Leeds United FC a Elland Road, sortint com a titular. El partit va acabar en una derrota per 0-1.
Damià va abandonar el club el maig de 2016 després que finalitzés el seu contracte. En total, hi va jugar en set partits. Es va retirar als 34 anys poc després.